# Neoseiulus tienhsainensis
Neoseiulus tienhsainensis är en spindeldjursart som först beskrevs av Tseng 1983.  Neoseiulus tienhsainensis ingår i släktet Neoseiulus och familjen Phytoseiidae. Inga underarter finns listade i Catalogue of Life.